# Trude Dothan

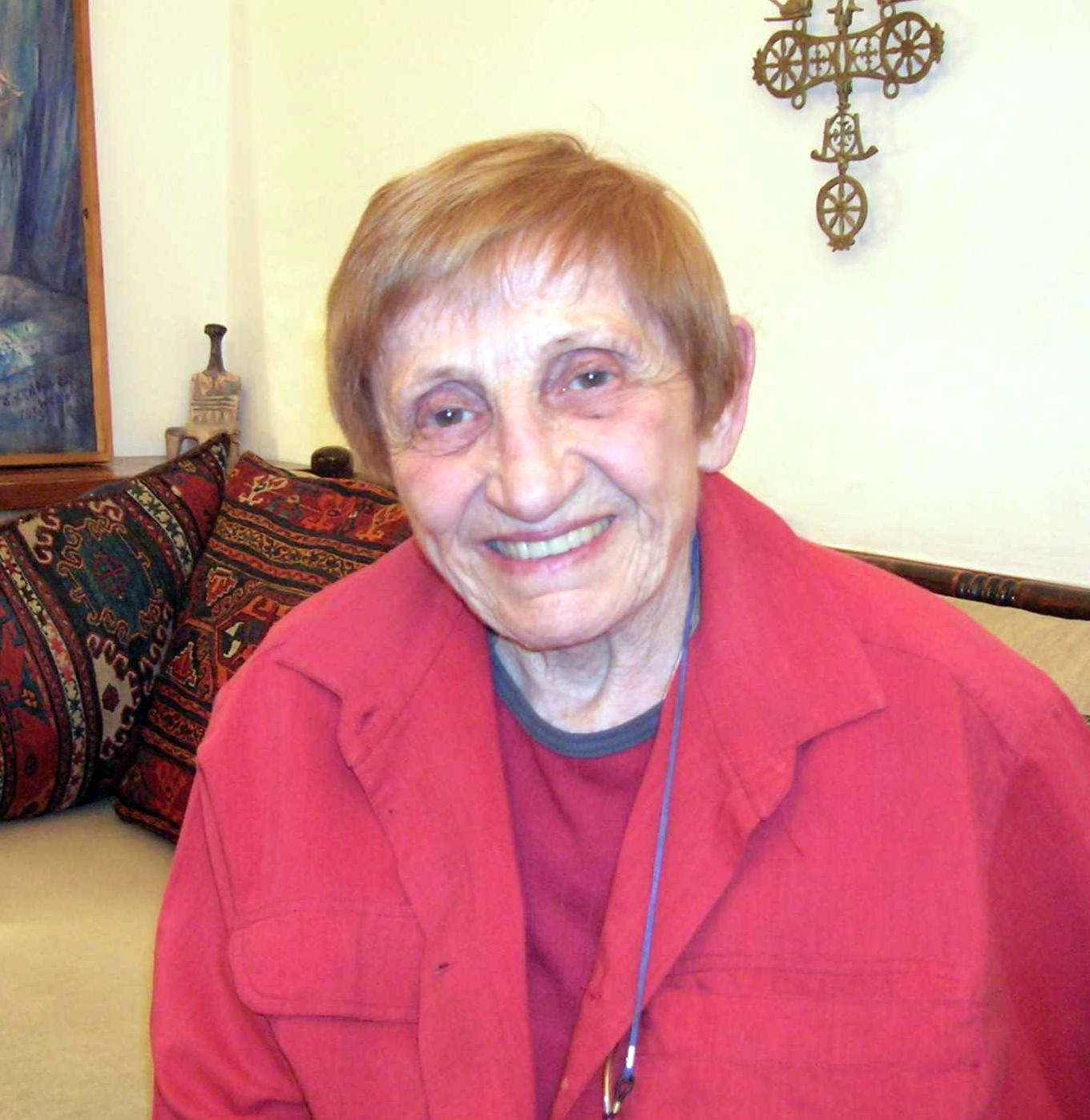
Trude Dothan (2007)

Trude Dothan, Hebreeuws: טרודה דותן, geboren als Trude Krakauer (Wenen, 12 oktober 1922 – 28 januari 2016), was een Israëlische archeologe. Vóór haar emeritaat was zij als professor verbonden aan de Hebreeuwse Universiteit van Jeruzalem. Dothan wordt beschouwd als autoriteit op het gebied van de archeologie van de Filistijnen, in het bijzonder Filistijns aardewerk. De indeling in aardewerktypen die zij heeft opgesteld, wordt ondanks kritiek op details, algemeen aanvaard als paradigma voor de interpretatie en datering van Filistijnse aardewerkvondsten.

## Levensloop
Dothan is in Oostenrijk geboren uit Joodse ouders. Toen zij een jaar oud was, emigreerden haar ouders met haar naar het toenmalige mandaatgebied Palestina. Halverwege de jaren 40 begon zij haar studie aan de Hebreeuwse Universiteit van Jeruzalem. In 1945-1946 nam zij in Beit Yerah 
voor het eerst deel aan opgravingen. Ondanks dat zij van 1948 tot 1950 haar militaire dienstplicht vervulde, tijdens de Israëlische onafhankelijkheidsoorlog, rondde zij in 1950 haar masterthesis af over de aardewerkvondsten van Beit Yerah. Eveneens in 1950 trouwde zij met Moshe Dothan.
Tijdens haar militairedienstperiode nam zij enige tijd deel aan de opgravingen in Tel Qasile, waar zij voor het eerst in contact kwam met de Filistijnse cultuur, waaraan zij het grootste deel van haar academische loopbaan zou wijden. In 1961 promoveerde Dothan. In het jaar daarop volgde een aanstelling aan de Hebreeuwse Universiteit van Jeruzalem. Van 1977 tot 1982 gaf zij leiding aan de faculteit archeologie van de universiteit. Zij heeft als gasthoogleraar colleges gegeven aan Princeton University, Brown University, de University of California en het New York Institute of Fine Arts. Zij maakte deel uit van het bestuur van het Israel Museum in Jeruzalem.

## Opgravingen
Trude Dothan heeft leiding gegeven aan opgravingen in de volgende plaatsen:
- Hazor, met Yigael Yadin, 1952, 1955-1960
- Ein Gedi, met Benjamin Mazar, 1961-1962
- Athienou (Cyprus), met Amnon Ben-Tor, 1971-1972
- Deir el-Balah, 1972-1980
- Tel Miqne/Ekron, met Seymour Gitin, 1982-1996.

## Onderscheidingen
Voor haar werk op het gebied van de archeologie is zij onderscheiden met verschillende prijzen. In 1991 ontving zij de Percia Schimmel Award van het Israel Museum. In 1998 werd zij onderscheiden met de Israel Prize in Archaeology. Ook ontving zij de Hadassa Woman of Distinction Award. Sinds 1999 wordt jaarlijks een naar haar vernoemde collegecyclus georganiseerd door de drie academische archeologische instellingen in Jeruzalem (het W.F. Albright Institute of Archeological Research, de Hebreeuwse Universiteit en de al-Quds Universiteit).

## Publicaties
Trude Dothan heeft een groot aantal wetenschappelijke publicaties op haar naam staan, waaronder ruim veertig publicaties met betrekking tot Tel Miqne/Ekron. Enkele van haar publicaties zijn:
- T. Dothan, Excavations at the Cemetery of Deir el-Balah, Qedem 10, Jeruzalem, 1978.
- T. Dothan, S. Gitin, Tel Miqne (Ekron): Excavation Report I, Jeruzalem, 1981.
- T. Dothan, S. Gitin, Tel Miqne (Ekron): Excavation Report II, Jeruzalem, 1982.
- T. Dothan, The Philistines  and Their Material Culture, Jeruzalem, 1982 (Hebreeuws 1967).
- T. Dothan - M. Dothan, People of the Sea. The Search for the Philistines, New York, 1992.
- T. Dothan, S. Gitin, Miqne, Tel (Ekron), in: E. Stern (ed.), The New Encyclopedia of Archaeological Excavations in the Holy Land, Jeruzalem, 1997, vol. III, pp.1051 -1059.
- T. Dothan, Philistines (Early), in: E.M. Meyers (ed.), The Oxford Encyclopedia of Archaeology in the Near East, New York, 1997, vol. IV, pp.310-311.
- T. Dothan, Tel Miqne-Ekron-The Aegean Affinities of the Sea Peoples (Philistines) Settlement in Canaan in lron Age I, in: S. Gitin (ed.), Recent Excavations in Israel: A View to the West. Reports on Kabri, Nami, Tel Miqne-Ekron, Dor and Ashkelon, Dubuque, 2005, pp.41-60.